# Masca leucogastralis
Masca leucogastralis är en fjärilsart som beskrevs av Walker 1865. Masca leucogastralis ingår i släktet Masca och familjen nattflyn. Inga underarter finns listade i Catalogue of Life.